# Molophilus priapus
Molophilus priapus är en tvåvingeart som beskrevs av Paul Lackschewitz 1935. Molophilus priapus ingår i släktet Molophilus och familjen småharkrankar. Inga underarter finns listade i Catalogue of Life.